# Joachim Pilot
Joachim Dagobert Pilot (* 28. Juli 1928 in Eintrachthütte; † 3. Februar 2020 in Leipzig) war ein deutscher Physiker und Hochschullehrer.

## Leben
Joachim Pilot legte 1947 in Leipzig das Abitur ab. Anschließend studierte er Physik an der Universität Leipzig, 1954 erwarb er das Diplom. Von 1955 bis 1959 arbeitete er als wissenschaftlicher Assistent am Institut für Physikalische Chemie der Bergakademie Freiberg, danach wurde er wissenschaftlicher Mitarbeiter am Institut für Mineralogie und Lagerstättenlehre der Bergakademie. Er beteiligte sich dort aktiv am Aufbau, der Entwicklung und der Leitung des Isotopenchemischen Labors.
Im Jahr 1960 wurde er zum Dr. rer. nat. promoviert, 1969 absolvierte er die Habilitation, darauf wurde er wissenschaftlicher Oberassistent. Von 1992 bis 1993 wirkte er als außerplanmäßiger Professor für Isotopengeochemie an der TU Bergakademie Freiberg. Er starb am 3. Februar 2020 in Leipzig.

## Veröffentlichungen (Auswahl)
- Langzeitmessungen des Akkommodationskoeffizienten von Argon an Platin als Mittel zur Verfolgung der Desorption von an Glaswandungen adsorbierten Gasen ins Vakuum. Dissertation, 1960
- Isotopengeochemie : Situation, Konzeptionen, Entwicklung, Möglichkeiten. Habilitationsschrift, 1969